# 제임스 로스먼
제임스 E. 로스먼(영어: James E. Rothman, 1950년 11월 3일 ~ )은 미국의 생물학자이다. 2013년 노벨 생리학상을 공동수상하였다.

## 2013 노벨생리의학상 수상자
스웨덴 스톡홀름의 카롤린스카의대 노벨위원회는 미국의 제임스 로스먼과 랜디 셰크먼, 독일의 토마스 쥐트호프를 2013년도 노벨 생리의학상 수상자로 선정하였다. 이들은 세포 내에서 신경전달물질이나 호르몬 등의 생명유지에 꼭 필요한 물질들의 이동기전을 밝혀낸 공로를 인정받았다. 로스만 교수는 소포(vesicle)을 통해 생체 물질들이 적시에 정확한 곳으로 이동되는 과정에서 소포의 단백질과 '운송 목적지'인 세포의 특정 막(membrane)의 단백질이 상보적으로 맞물리며 정확한 장소로 운송이 이뤄진다는 사실을 규명했다. 이들의 연구는 당뇨병과 신경·면역 질환 등 물질 운송 과정의 장애로 생기는 문제를 예방·치료하는 토대를 마련한 것으로 평가된다.

## SNARE 가설
SNARE는 SNAP(soluble NSF- attachment protein) receptor의 약자이고, SNARE 가설은 소포수송 과정에서 막융합 기전을 설명하는 가설이다.
이 가설은 막의 융합을 네단계로 나누어 설명한다. 첫번째 단계는 vesicle docking이다. 수송소포의 Rab.GTP와 목적지 막의 Rab effecter가 결합하여 수송세포를 목적지 세포에 가까이 위치하도록 한다.

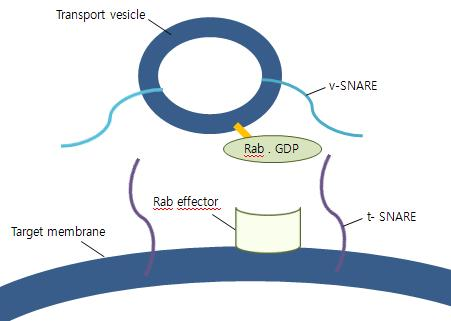
1단계 : vesicle docking

두번째 단계는 SNARE complex의 형성단계이다. 수송소포에는 그 종류마다 고유의 v-SNARE(vesicle - SNAP receptor)가 존재하고, 수송소포가 운송되는 목적지의 세포막에는 t-SNARE(target SNAP receptor)가 존재한다. v-SNARE와 t-SNARE는 특이적으로 결합하고 차례로 SNAP(soluble NSF- attachment protein)와 NSF(N- ethylmaleimide sensitive factor)가 추가로 결합하여 SNARE complex를 이루게 된다.

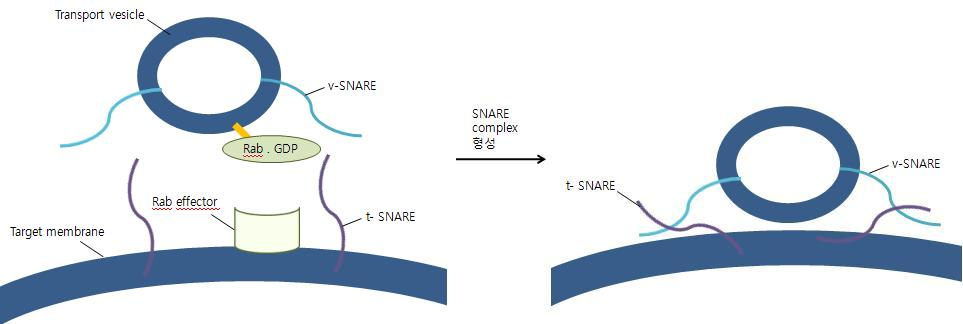
2단계 : SNARE complex 형성

세번째 단계는 세포막이 융합되는 단계이다. SNARE complex의 작용으로 물리적으로 수송소포와 표적막이 결합하게 되고 세포막이 융합하게 된다.
마지막 단계는 SNARE complex의 해체 단계이다. 막이 성공적으로 융합하고 난 후에 SNARE complex를 이루고 있던 구성물질들은 해체되게 된다.

## 참고
- Block MR, Glick BS, Wilcox CA, Wieland FT, Rothman JE: Purification of an N-ethylmaleimide-sensitive protein catalyzing vesicular transport. Proc Natl Acad Sci USA 85:7852-7856, 1988
- Malhotra V, Orci L, Glick BS, Block MR, Rothman JE: Role of an N-ethylmaleimide-sensitive transport component in promoting fusion of transport vesicles with cisternae of the Golgi stack. Cell 54:221-227, 1988
- Glick BS, Rothman JE: Possible role for fatty acyl-coenzyme A in intracellular protein transport. Nature 326:309-312, 1987
- Clary DO, Griff IC, Rothman JE: SNAPs, a family of NSF attachment proteins involved in intracellular membrane fusion in animals and yeast. Cell 61:709-721, 1990
- Griff IC, Schekman R, Rothman JE, Kaiser CA: The yeast SEC17 gene product is functionally equivalent to mammalian alpha-SNAP protein. J Biol Chem 267:12106-12115, 1992
- Sollner T, Whiteheart SW, Brunner M, Erdjument-Bromage H, Geromanos S, Tempst P, Rothman JE: SNAP receptors implicated in vesicle targeting and fusion. Nature 362:318-324, 1993
- Weber T, Zemelman BV, McNew JA, Westermann B, Gmachl M, Parlati F, Sollner TH, Rothman JE: SNAREpins: minimal machinery for membrane fusion. Cell 92:759-772, 1998
- McNew JA, Parlati F, Fukuda R, Johnston RJ, Paz K, Paumet F, Sollner TH, Rothman JE: Compartmental specificity of cellular membrane fusion encoded in SNARE proteins. Nature 407:153-159, 2000